# Rajd Argentyny 2005

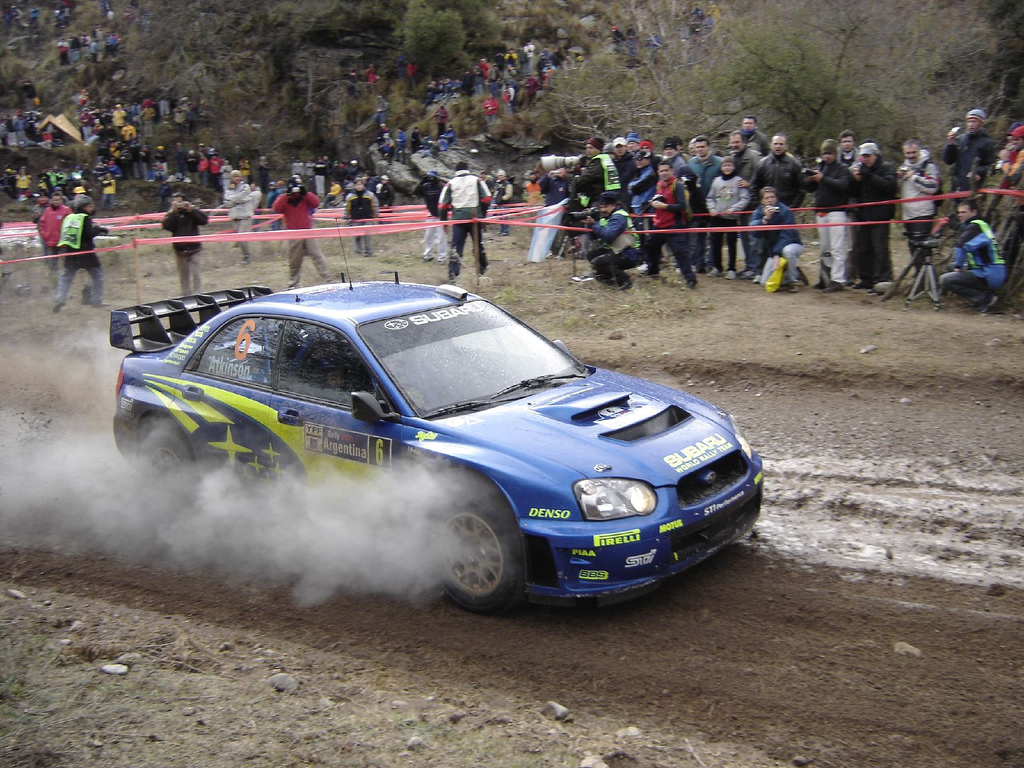
Chris Atkinson podczas rajdu

Rezultaty Rajdu Argentyny w 2005 roku:

## Klasyfikacja ostateczna
| lp.                    | zawodnik               | pilot                  | samochód                   | czas                   | różnica                | grupa                  | pkt.                   |
| Klasyfikacja Generalna | Klasyfikacja Generalna | Klasyfikacja Generalna | Klasyfikacja Generalna     | Klasyfikacja Generalna | Klasyfikacja Generalna | Klasyfikacja Generalna | Klasyfikacja Generalna |
| ---------------------- | ---------------------- | ---------------------- | -------------------------- | ---------------------- | ---------------------- | ---------------------- | ---------------------- |
| 1                      | Sébastien Loeb         | Daniel Elena           | Citroën Xsara WRC          | 3:55.36,5              | 0.0                    | A8 M                   | 10                     |
| 2.                     | Marcus Grönholm        | Timo Rautiainen        | Peugeot 307 WRC            | 3:56.02,5              | +26,1                  | A8 M                   | 8                      |
| 3.                     | Petter Solberg         | Phil Mills             | Subaru Impreza WRC         | 3:56.41,7              | +1.05,3                | A8 M                   | 6                      |
| 4.                     | Toni Gardemeister      | Jakke Honkanen         | Ford Focus WRC             | 3:58.14,4              | +2.38,0                | A8 M                   | 5                      |
| 5.                     | Harri Rovanperä        | Risto Pietiläinen      | Mitsubishi Lancer WRC      | 3:58.20,0              | +2.43,6                | A8 M                   | 4                      |
| 6.                     | Markko Märtin          | Michael Park           | Peugeot 307 WRC            | 3:59.58,6              | +4.22,2                | A8 M                   | 3                      |
| 7.                     | François Duval         | Sven Smeets            | Citroën Xsara WRC          | 4:01.05,5              | +5.29,1                | A8 M                   | 2                      |
| 8.                     | Manfred Stohl          | Ilka Minor             | Citroën Xsara WRC          | 4:01.19,3              | +5.42,9                | A8                     | 1                      |
| 9.                     | Chris Atkinson         | Glenn MacNeall         | Subaru Impreza WRC         | 4:01.35,6              | +5.59,2                | A8 M                   |                        |
| 10.                    | Xavier Pons            | Carlos del Barrio      | Citroën Xsara WRC          | 4:04.01,5              | +8.25,1                | A8                     |                        |
| PWRC                   |                        |                        |                            |                        |                        |                        |                        |
| 1.(17.)                | Nasser Al-Attiyah      | Chris Patterson        | Subaru Impreza STi N11     | 4:21:41,6              |                        | N4                     |                        |
| 2.(19.)                | Angelo Medeghini       | Medeghini              | Mitsubishi Lancer Evo VIII | 4:35:10,4              |                        | N4                     |                        |
| 3.(20.)                | Luis Ignacio Roselot   | Ricardo Rojas          | Mitsubishi Lancer Evo VIII | 4:35:29,8              |                        | N4                     |                        |

1. ↑  Litera M przy oznaczeniu grupy do której należy samochód oznacza, iż tylko ci kierowcy zdobywali punkty dla swoich zespołów liczonych w klasyfikacji producentów na koniec sezonu.

## Zwycięzcy odcinków specjalnych
| Numer | Nazwa                  | Zwycięzca                     |
| ----- | ---------------------- | ----------------------------- |
| OS1   | Pro Racing 1           | M. GRÖNHOLM / M. RAUTIAINEN   |
| OS2   | Pro Racing 2           | P. SOLBERG / P. MILLS         |
| OS3   | Carlos Paz 1           | P. SOLBERG / P. MILLS         |
| OS4   | La Cumbre 1            | S. LOEB / D. ELENA            |
| OS5   | Ascochinga 1           | S. LOEB / D. ELENA            |
| OS6   | Villa Giardino 1       | S. LOEB / D. ELENA            |
| OS7   | La Cumbre 2            | M. GRÖNHOLM / M. RAUTIAINEN   |
| OS8   | Ascochinga 2           | S. LOEB / D. ELENA            |
| OS9   | Villa Giardino 2       | S. LOEB / D. ELENA            |
| OS10  | Valle Hermoso 1        | S. LOEB / D. ELENA            |
| OS11  | Santa Rosa de Calamu 1 | P. SOLBERG / P. MILLS         |
| OS12  | Las Bajadas            | M. GRÖNHOLM / M. RAUTIAINEN   |
| OS13  | Amboy                  | M. GRÖNHOLM / M. RAUTIAINEN   |
| OS14  | Santa Rosa de Calamu 2 | M. GRÖNHOLM / M. RAUTIAINEN   |
| OS15  | Carlos Paz 2           | S. LOEB / D. ELENA            |
| OS16  | Tanti                  | S. LOEB / D. ELENA            |
| OS17  | Valle Hermoso 2        | M. GRÖNHOLM / M. RAUTIAINEN   |
| OS18  | El Condor 1            | S. LOEB / D. ELENA            |
| OS19  | Mina Clavero           | T. GARDEMEISTER / J. HONKANEN |
| OS20  | El Condor 2            | P. SOLBERG / P. MILLS         |
| OS21  | Pro Racing 3           | H. ROVANPERÄ / R. PIETILÄINEN |
| OS22  | Pro Racing 4           | P. SOLBERG / P. MILLS         |

## Klasyfikacja po 9 rundach
Tabele przedstawiają tylko pięć pierwszych miejsc.

### Kierowcy
| Lp. | Kierowca          | Pkt |
| --- | ----------------- | --- |
| 1   | Sébastien Loeb    | 75  |
| 2   | Petter Solberg    | 48  |
| 3   | Marcus Grönholm   | 45  |
| 4   | Toni Gardemeister | 44  |
| 5   | Markko Märtin     | 42  |

### Producenci
| Lp. | Producent                | Pkt |
| --- | ------------------------ | --- |
| 1   | Citroën Total            | 96  |
| 2   | Malboro Peugeot Total    | 90  |
| 3   | BP Ford World Rally Team | 62  |
| 4   | Subaru World Rally Team  | 54  |
| 5   | Mitsubishi Motors        | 41  |